# 니에카와 아유미
니에카와 아유미(일본어: 牲川 歩見, 1994년 5월 12일 ~ )는 일본의 축구 선수이다. 현재 J1리그의 우라와 레드 다이아몬즈에서 뛰고 있다.

## 구단 경력
그는 2013년부터 J리그의 주빌로 이와타, 사간 도스, 더스파구사쓰 군마, 아술 클라로 누마즈, 미토 홀리호크, 우라와 레즈에서 뛰었다.

## 국가대표팀 경력
그는 2011년 FIFA U-17 월드컵에 참가할 일본 U-17 국가대표팀에 발탁되었으며, 1경기에 출전했다. 2014년 아시안 게임, 2016년 AFC U-23 축구 선수권 대회에 참가할 일본 U-23 국가대표팀에 발탁되었다. U-23 축구 선수권 대회 우승.